# سهره‌های رخ‌سرخ
سهره‌های رخ‌سرخ یا سهره‌های خونین‌رخ (نام علمی: Amadina) نام یک سرده از تیره سهرگان ریز است.